# Грумбах (Глан)
Грумбах (њем. Grumbach) општина је у њемачкој савезној држави Рајна-Палатинат. Једно је од 98 општинских средишта округа Кузел. Према процјени из 2010. у општини је живјело 498 становника. Посједује регионалну шифру (AGS) 7336033.

## Географски и демографски подаци
Грумбах се налази у савезној држави Рајна-Палатинат у округу Кузел. Општина се налази на надморској висини од 240 метара. Површина општине износи 3,3 km². У самом мјесту је, према процјени из 2010. године, живјело 498 становника. Просјечна густина становништва износи 150 становника/km².